# Emil Kosztadinov
Emil Ljubcsov Kosztadinov, bolgárul: Емил Любчов Костадинов; (Szófia, 1967. augusztus 12. –) bolgár válogatott labdarúgó.
A bolgár válogatott tagjaként részt vett az 1996-os Európa-bajnokságon, illetve az 1994-es és az 1998-as világbajnokságon.

## Sikerei, díjai
CSZKA Szofija
- Bolgár bajnok (3): 1986–87, 1988–89, 1989–90
- Bolgár kupa (3): 1986–87, 1987–88, 1988–89
- Bolgár szuperkupa (1): 1989

Porto
- Portugál bajnok (2): 1991–92, 1992–93
- Portugál kupa (2): 1990–91, 1993–94
- Portugál szuperkupa (3): 1990, 1991, 1993

Bayern München
- UEFA-kupa (1): 1995–96

Egyéni
- Az év bolgár labdarúgója (1): 1993